# Friedrich Boie
Friedrich Boie (Meldorf in Holstein, 4 juni 1789  -  Kiel, 3 maart 1870) was een Duitse entomoloog, herpetoloog, ornitholoog en jurist. Hij was de broer van Heinrich Boie, de dierkundige die voor de Rijksmuseum van Natuurlijke Historie te Leiden onderzoek deed in Nederlands-Indië en die daar in 1827 stierf aan malaria.
Friedrich is de auteur van tientallen namen van geslachten, bijvoorbeeld de geslachtsnamen Spatula (eenden), Glaucis (kolibries), Progne (zwaluwen),  Chrysococcyx (koekoeken) en Athene (uilen)  en van enkele soorten vogels, bijvoorbeeld de witkapnoddy (Anous minutus). Hij werkte ook samen met zijn broer en zij beschreven ongeveer 50 nieuwe soorten reptielen.

## Bron
- Dit artikel of een eerdere versie ervan is een (gedeeltelijke) vertaling van het artikel Friedrich Boie op de Engelstalige Wikipedia, dat onder de licentie Creative Commons Naamsvermelding/Gelijk delen valt. Zie de bewerkingsgeschiedenis aldaar.

- Bibsys: 90692625
- Gemeinsame Normdatei: 104135395
- International Standard Name Identifier: 0000 0000 0370 9112
- Nederlandse Thesaurus van Auteursnamen: 129331023
- Réseau des bibliothèques de Suisse occidentale: 02-A014223719
- Istituto Centrale per il Catalogo Unico: UTOV545619
- Museum of New Zealand Te Papa Tongarewa: 59795
- Virtual International Authority File: 54577646
- WorldCat: E39PBJk4CTHw7vywX78gv8pkjC